# کامپینمالمی

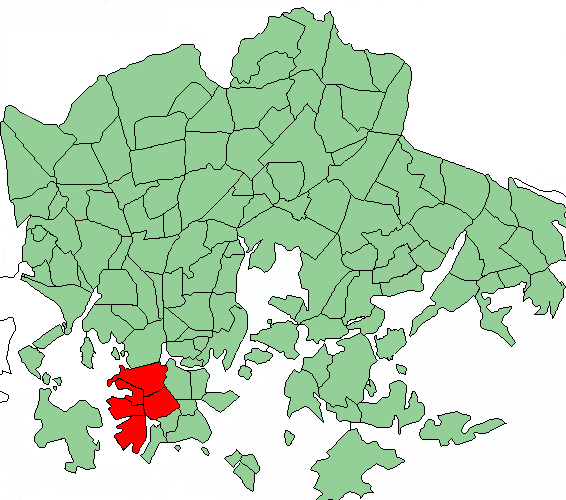
کامپینمالمی در نقشه هلسینکی

کامْپینْمالمی (سوئدی: Kampmalmen) ناحیه ای در جنوب هلسینکی فنلاند است. که از پنج محله تشکیل شده‌است: تولوی پائین، لاپین‌لاهتی، کامپی، روهولاهتی و یتکساری.
کامْپینْمالمی با لاوتتاساری، تولوی پائین و از شرق با کلووی و از جنوب پوناووری هم‌مرز است. تا تاریخ ۲۰۰۵  کامْپینْمالمی تقریباً ۲۸۹۷۲ نفر جمعیت و مساحتی حدود ۰۷/۴ است کیلومتر مربع را شامل می‌شود. در این ناحیه ۴۲۸۰۱ شغل ایجاد شده که بیشتر از هر منطقه دیگری در هلسینکی است.